# Башенка красивая
Башенка красивая (лат. Caucasicola raddei) — вид наземных стебельчатоглазых брюхоногих моллюсков семейства Enidae. Единственный представитель рода Caucasicola. Раковина высококоническая, высотой 21—27 мм, шириной 9—13 мм, одноцветно светло-жёлтая или чаще с широкой бурой, коричневой или лиловатой полосой. Эндемик Кавказа. Обитает на деревьях. Питается микроскопическими водорослями, грибками и лишайниками.

## Описание
Раковина высококоническая, твердостенная, слабо просвечивающая, состоит из 8—9 уплощённых оборотов, которые разделены светлым зазубренным швом. Высота раковины 21—27 мм, ширина — 9—13 мм. Последний оборот немного приподнят возле устья, его высота немного превышает половину высоты раковины. Окраска одноцветно светло-жёлтая или чаще с широкой бурой, коричневой или лиловатой полосой, проходящей над швом и часто занимающей бо́льшую часть раковины. В последнем случае жёлтый фон принимает вид узкой ленты под швом и светлого поля вокруг пупка. Рисунок на поверхности раковины также виден внутри устья. Дефинитивные обороты покрыты неравномерными радиальными морщинами и волнистыми спиральными бороздками. Устье овальное, без зубов, слабо скошено, с несильно отвёрнутыми белыми краями. Губа слабо выражена. Места прикрепления устья не сближены. Пупок в виде узкой щели.
Рисунок в виде широкой тёмной спиральной полосы, видимо, является элементом расчленяющей окраски. Её светлые элементы хорошо заметны в лесном полумраке, в то время как контуры раковины в целом теряются.

### Половая система
Белковая железа с апикальной вырезкой. Флагеллум короткий, конический. Эпифаллус довольно длинный. Цэкум находится вблизи места впадения семяпровода. Пенис булавовидный, внутри с чёткими острыми призмоконическими бугорками и ложковидной папиллой, которая также покрыта множеством острых бугорков. Все отделы пениального аппендикса выражены очень чётко. Терминальный отдел пениального аппендикса (А3) необычайно длинный. Ветви полового ретрактора отходят от диафрагмы раздельно. Одна ветвь крепится к верхней половине пениса, вторая — к базальному отделу пениального аппендикса (А1) над его серединой. Яйцевод очень длинный. Проток семяприёмника прямой, с дивертикулом. Резервуар удлинённый, с короткой шейкой.

## Распространение
Эндемик Кавказа. На Северном Кавказе подкововидный ареал начинается примерно от Майкопа, далее идёт до Новороссийска и Геленджика, затем проходит по западным районам южных склонов Большого Кавказа и на восток доходит до Абхазии и западной Грузии. Отдельные находки вида были сделаны у Нальчика и в Северной Осетии.

## Образ жизни
Обитает на деревьях. Питается микроскопическими водорослями, грибками и лишайниками.

## Охрана
В 2022 году был включён в перечень объектов растительного и животного мира, внесённых в Красную книгу Республики Северная Осетия-Алания (категория редкости 2).
Отмечен на территориях Рицинского реликтового национального парка, Псху-Гумистинского заповедника, Пицундо-Мюссерского заповедника, Кавказского государственного природного биосферного заповедника имени Х. Г. Шапошникова и Сочинского национального парка.

## Содержание в неволе
Для содержания Caucasicola raddei используют террариумы или аквариумы объёмом около 30—40 л, в которых дно застилается влажными бумажными салфеткам. Вентиляция отсутствует. Для сохранения влажности ёмкость сверху накрывают полиэтиленовой плёнкой.

## Таксономия

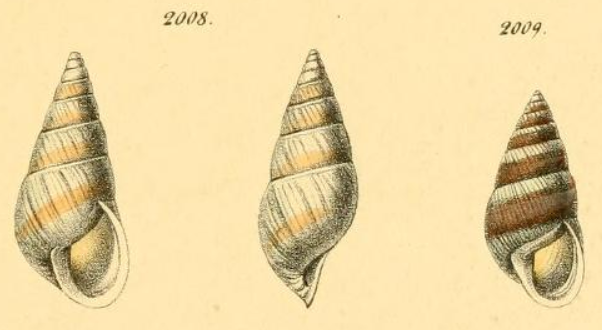
Рисунки раковин C. raddei из первоописания вида (1880 год)

Впервые вид был описан немецким зоологом Вильгельмом Кобельтом в 1880 году под названием Buliminus raddei. Видовое название было дано в честь русского натуралиста Густава Ивановича Радде. В качестве типового местонахождения указывался горный Дагестан («Avarien» — «Авария»), однако сам Кобельт не был уверен в правильности указания. Достоверных находок вида в Дагестане нет. Лектотип хранится в Зенкенбергском музее.
В 1883 году Оскар Бёттгер выделил данный вид в отдельный подрод — Medea. Данное название, однако, оказалось младшим омонимом рода гребневиков Medea Eschscholtz, 1825 (старший синоним — Beroe), в связи с чем в 1916 году Пауль Гессе использовал для подрода новое название — Helle. Последнее название в свою очередь является младшим омонимом рода двукрылых насекомых Helle Osten-Sacken, 1896 и в 1917 году Гессе дал подроду окончательное название — Caucasicola. В дальнейшем вид рассматривался в составе рода Ena. В 1978 году А. А. Шилейко выделил Caucasicola в самостоятельный род.